# Cavillon
Cavillon – miejscowość i gmina we Francji, w regionie Hauts-de-France, w departamencie Somma.
Według danych na rok 1990 gminę zamieszkiwało 112 osób, a gęstość zaludnienia wynosiła 21 osób/km² (wśród 2293 gmin Pikardii Cavillon plasuje się na 885. miejscu pod względem liczby ludności, natomiast pod względem powierzchni na miejscu 842.).